# Élément de résolution
Cet article court présente un sujet plus développé dans : Schéma narratif et Dénouement.
 (novembre 2024).
Si vous disposez d'ouvrages ou d'articles de référence ou si vous connaissez des sites web de qualité traitant du thème abordé ici, merci de compléter l'article en donnant les références utiles à sa vérifiabilité et en les liant à la section « Notes et références ».
Dans un récit, l’élément de résolution est l’événement qui clôt les péripéties pour engendrer la situation finale. C’est souvent la quatrième étape sur les cinq que peut compter un schéma narratif classique.